# Силла, Эбрима Эбу
Эбрима Эбу Силла (англ. Ebrima Ebou Sillah; родился 12 апреля 1980, Бакау) — гамбийский футболист, атакующий полузащитник и нападающий. Имеет также бельгийское гражданство.
Футбольную карьеру начал в клубе «Реал де Банжул», позже выступал за бельгийские команды «Бланкенберге», «Брюгге» и «Харельбеке». С 2002 по 2003 год выступал на правах аренды за нидерландский «Розендал». После окончания контракта с «Брюгге» перешёл в казанский «Рубин». В составе клуба провёл три сезона, став бронзовым призёром чемпионата России 2003. Затем вновь выступал за «Розендал», а позже за бельгийский «Брюссель» и израильский «Хапоэль» из Петах-Тиква. В сезоне 2007/08 Силла выступал на правах аренды за нидерландский МВВ, в котором позже и продолжил карьеру. С 2010 года защищал цвета бельгийского «Спауэн-Мопертингена», а в 2012 году стал игроком клуба «Хасселт».

## Ранние года
Эбрима Эбу Силла родился 12 апреля 1980 года в Гамбии в городе Бакау, расположенном на побережье Атлантического океана. В январе 1996 года, Эбрима, в возрасте 16 лет начал заниматься футболом в составе футбольного клуба «Реал Олимпик» из города Банжула, расположенного на востоке от его родного города. До этого Силла занимался футболом в одной юношеской команде Гамбии. Через несколько месяцев Эбрима переехал жить в Бельгию.

## Клубная карьера

### «Бланкенберге» и «Брюгге»
Первым футбольным клубом в Бельгии для Эбримы стала команда «Бланкенберге» из одноимённого города. Клуб выступал в одном из низшем классе бельгийского футбола. В своём первом футбольном сезоне в Бельгии 17-летний Силла оставил довольно хорошее впечатление, и поэтому весной 1997 года к Эбриме обратились представители клуба «Брюгге». В апреле того же года Силла подписал контракт с «Брюгге». Сначала Эбрима долгое время выступал за молодёжный состав клуба, а 18 января 1998 года Силла дебютировал за основной состав «Брюгге» в матче чемпионата Бельгии сезона 1997/98 против «Гента». Главный тренер «Брюгге» Эрик Геретс выпустил молодого Эбриму Силлу с первых минут, сам же игрок занял место правого атакующего полузащитника. Ещё в первом тайме футболисты «Брюгге» дважды поражали ворота «Гента», а в начале второго тайма Силла был заменён на нападающего Нордина Джибари. В итоге «Брюгге» одержал домашнюю победу со счётом 2:1. В дебютном сезоне за клуб Силла сыграл только в двух матчах чемпионата.
В своём втором сезоне за «Брюгге» Эбрима довольно редко попадал в основной состав команды, по итогам сезона 1998/99 в его активе было лишь 5 проведённых матча в чемпионате, но зато Эбриме удалось дебютировать в Лиге чемпионов УЕФА сезона 1998/99, это произошло 22 июля 1998 года в матче первого отборочного раунда против македонского «Силекса», Эбрима в матче вышел на замену на 81-й минуте вместо Калилу Фадиги, в итоге футболисты «Брюгге» сыграли в гостях вничью 0:0. В ответном матче, который состоялся 29 июля, Эбрима также появился в матче замену, на 46-й минуте Силла заменил Дарко Анича. Матч в итоге завершился победой «Брюгге» со счётом 2:1, благодаря этой победе футболисты «Брюгге» попали во второй отборочный раунд. Выйдя во второй раунд, «Брюгге» только по сумме забитых и пропущенных мячей уступил норвежскому «Русенборгу». В первой игре, в которой Силла сыграл лишь 7 минут, норвежцы выиграли со счётом 2:0, а в ответном матче «Брюгге» смог выиграть со счётом 4:2, но благодаря двум забитым мячам на чужом поле, игроки «Русенборга» смогли выйти в групповой турнир Лиги чемпионов.
Вылетев из Лиги чемпионов, Силла вместе с клубом попал в розыгрыш Кубка УЕФА сезона 1998/99. В первом матче первого раунда, который состоялся 15 сентября 1998 года в Будапеште, футболисты «Брюгге» встретились с местным клубом «Уйпешт». Матч завершился довольно с неожиданным счётом, чемпионы Венгрии сезона 1997/98 в домашнем матче потерпели поражение со счётом 0:5, Силла в том матче участия не принял, так как был запасным игроком. Но в ответном матче, состоявшемся 29 сентября, Силла вновь начал матч на скамейки запасных, однако во втором тайме при счёте 1:1 Эбрима появился на замену на 57-й минуте вместо Халилу Фадиги, в итоге «Брюгге» сыграл с гостями вничью 2:2 и вышел в следующий раунд Кубка УЕФА. В итоге «Брюгге» смог дойти в кубке УЕФА лишь до 1/8 финала, но в этих матчах Эбрима участия не принимал.

### «Харельбеке»
В связи с тем, что Силла не проходил в основной состав команды, было принято решение отдать Эбриму в аренду на один сезон в клуб «Харельбеке».

### «Брюгге» и «Розендал»
В июле 2000 года Силла вернулся из аренды в «Брюгге».
В июле 2002 года Эбрима был отдан клубом в аренду в нидерландский «Розендал», который выступал в Высшем дивизионе Нидерландов. Дебют Силлы состоялся 16 августа в матче чемпионата Нидерландов против «Зволле», Силла провёл на поле 50 минут, после которых его заменили на Герта ван Аудена, в итоге матч завершился вничью 1:1. Спустя 16 дней, 1 сентября, Эбрима в домашнем матче против «Херенвена», который завершился победой «Розендал» со счётом 3:0, забил на 66-й минуте свой дебютный мяч в составе «Розендала».
26 сентября 2002 года Силла во время тренировки команды получил перелом кости лодыжки и выбыл на шесть недель. Лишь в конце ноября Эбрима смог преступить к тренировкам, а 23 ноября Силла вновь вернулся к играм в чемпионате, отыграв 35 минут в матче против ПСВ, завершившемся поражением «Розендала» со счётом 0:3. В своём дебютном сезоне в чемпионате Нидерландов сезона 2002/2003 Силла провёл 15 матчей и забил 2 мяча, а также отдал две результативных передач.
После окончания аренды Силла стал свободным игроком и начал заниматься поиском нового клуба, так как его четырёхлетний контракт с «Брюгге» истёк. В начале декабря 2003 года в услугах Силлы был заинтересован «Витесс», но нидерландский клуб так и не сделал предложении Эбриме.

### «Рубин»

#### Сезон 2003
В конце июля 2003 года Силла перешёл в российский «Рубин» из Казани, контракт с клубом Эбрима подписал на два года. Эбрима был заявлен в клубе под 23 номером. Дебют Силлы за «Рубин» состоялся в матче 18-го тура чемпионата России против «Ростова». Главный тренер «Рубина» Курбан Бердыев выпустил Эбриму на замену на 69-й минуте вместо бразильского нападающего Рони, спустя десять минут Силла с помощью дриблинга прошёл оборону ростовчан, но был остановлен на линии штрафной Беннетом Мнгуни с нарушением правил. К штрафной точки подошёл Денис Бояринцев, ударом под перекладину он направил мяч в «мёртвую» для вратаря зону, не оставив шансов для вратаря ростовчан Владимира Савченко. В итоге футболисты «Рубина» в гостях одержали победу со счётом 0:1, а Эбрима после матча получил высокую оценку от главного тренера и прессы. 1 сентября в матче 23-го тура чемпионата России Эбрима в матче против московского «Торпедо» забил свой дебютный мяч за «Рубин». На исходе матча Эбрима в эффектном ударе через себя поразил ворота Сергея Козко, но его гол не помог «Рубину» избежать поражения со счётом 4:2. После победы в 29-м туре над самарскими «Крыльями Советом» со счётом 2:1, «Рубин» занимал в турнирной таблице третье место, опережая на три очка московский «Локомотив».
Именно в 30-м туре чемпионата против московского ЦСКА, который обеспечил себе золото чемпионата 2003, решалось, кто станет бронзовым призёром. 1 октября стадионе «Центральный» в Казани подопечные Курбана Бердыева встретились с ЦСКА. «Рубина» начал матч довольно активно, уже к 5-й минуте казанцы могли вести со счётом 2:0, но благодаря усилиям Вениамина Мандрыкина армейцы смогли не пропустить. В конце тайма на 36-й минуте Андрес Скотти поразил собственные ворота и армейцы повели со счётом 0:1. Во втором тайме на 73-й минуте Рони с пенальти смог отыграть один мяч, после реализованного удара Бердыев сделал замену, вместо Эбримы Силлы на поле вышел Олег Нечаев. Спустя шесть минут Дмитрий Кириченко вывел армейцев вперёд 1:2, но на 88-й минуте Бояринцев сравнил счёт 2:2. К основному времени главный арбитр матча добавил четыре минуты и на исходе добавленного времени Бояринцев подал угловой, а игрок ЦСКА Денис Евсиков срезал коленом мяч в собственные ворота. После победного мяча Эбрима выбежал со скамейки запасных прихватив с собой тёплое. Силла бросил на поле одеяло и встал на него на колени воздев руки к небу. Одержав победу со счётом 3:2 футболисты «Рубина» впервые в истории завоевали путёвку в розыгрыш Кубка УЕФА на сезон 2004/2005. В своём дебютном сезоне за «Рубин» Эбрима провёл в чемпионате 12 матчей и забил 2 мяч.

#### Сезон 2004
Чемпионат России 2004 начался для «Рубина» не слишком хорошо, команда в семи турах не одержала ни одной победы, сыграв 4 матча вничью и 3 проиграв. Сам же Силла стал всё реже стал попадать в основной состав, в основном Бердыев выпускал Эбриму на замену. 12 августа 2004 года Силла в составе «Рубина» дебютировал в матче второго отборочного раунда кубка УЕФА против австрийского «Рапида», Эбрима начал матч с первых минут, первый тайм завершился безголевой ничьей 0:0. В начале второго тайма футболисты «Рубина» повели в счёте, на 50-й Макбет Сибайя прошёл по правому флангу и сделал передачу на Рони, бразилец смог в падении головой пробить под перекладину. Через 10 минут шанс отличиться был и у самого Силлы, но гамбийский полузащитник пробил мимо ворот. Итог в матче установил Денис Бояринцев на 64-й минуте, в итоге «Рубин» одержал победу со счётом 0:2. В ответном матче, который состоялся 26 августа в Казани, футболисты «Рубина» неожиданно потерпели поражение от «Рапида» со счётом 0:3. По сравнению с первым матчем, Курбан Бердыев сделал лишь одну замену в составе, вместо бразильца Рони в нападении был выставлен аргентинец Алехандро Домингес. Первый тайм матча остался за «Рапидом», в составе клуба из Вены сначала отличился Штеффен Хофман на 11-й минуте, а затем и Марек Кинцл на 25-й. В начале второго тайма Силла, который получил жёлтую карточку на 27-й минуте, был заменён на Седрика Русселя. На 80-й минуте всё тот же Хофман поставил окончательный счёт в матче 0:3, потерпев поражение футболисты «Рубины» вылетели из розыгрыша Кубка УЕФА. Спустя четыре дня, 30 августа, Эбрима забил первый мяч за «Рубин» в сезоне, это произошло в матче 21-го тура чемпионата России против пермского «Амкара». Всего в чемпионате, Силла за «Рубин» провёл 19 матчей и забил 1 гол. «Рубин» же завершил сезон на 10 месте.

### «Розендал»
В начале декабря 2005 года контракт Эбримы с «Рубином» истёк и Силла в качестве свободного игрока перешёл в нидерландский «Розендал», в котором ранее выступал на правах аренды. Силла подписал контракт на полгода, до конца сезона 2005/2006. Дебютировал Эбрима за «Розендал» 10 декабря 2005 года в гостевом мачте против гаагского «АДО Ден Хаага», Силла отыграл весь матч, а его команда потерпела крупное поражение со счётом 3:0. Спустя шестнадцать дней, 26 декабря, Силла отметился первым забитым мячом, это произошло в гостевом матче против «Твенте», Эбрима забил на 64-й минуте, но его гол не помог избежать команде поражение со счётом 4:1. Под руководством Роберта Масканта, футболисты «Розендала» одержали лишь одну победу в чемпионате, которая состоялась 24 февраля 2007 года в матче против НЕК’а, в составе победителей отличился Силла на 62-й минуте, а также сьерра-леонский нападающий Пауль Кпака, которому на 72-й минуте ассистировал бразилец Марселино. В итоге «Розендал» одержал победу со счётом 2:0. До окончания контракта с «Розендалом», Силла в начале марта 2006 года договорился с клубом «АДО Ден Хааг» о подписании трёхлетнего контракта и даже подписал его. Но позже Эбрима отказался от перехода в стан «АДО Ден Хаага», на что руководство клуба заявило, что контракт является юридически действительным и Эбриме придётся его соблюдать. В случае необходимости клуб намеревался обратиться в арбитражный комитет Футбольной федерации Нидерландов. Эбрима к концу сезона в чемпионате забил 7 мячей в 20 матчах, но «Розендал» по итогам сезона занял последнее место и вылетел в Первый дивизион Нидерландов.

### «Брюссель»
После окончания контракта с «Розендалом», Эбрима несмотря на якобы подписанный контракт с «АДО Ден Хаагом» перешёл в бельгийский «Брюссель», с которым заключил трёхлетнее соглашение. Дебютировал Силла за «Брюссель» 29 июля 2006 года в матче чемпионата Бельгии сезона 2007/2008 против клуба «Берген», Эбрима провёл на поле 79 минут, после которых его заменили на 19-летнего полузащитника Седрика Деллеву, в итоге «Брюссель» добился домашней победы с минимальным счётом 1:0. В начале августа 2006 года арбитражный комитет рассмотрел дело между Эбримой Силлой и клубом «АДО Ден Хааг», в итоге арбитраж постановил, что договор между футболистом и клубом не является юридически в силе. В составе «Брюсселя» Эбрима за три с половиной месяца провёл в чемпионате Бельгии 14 матчей и забил 1 гол. В матче чемпионата против «Руселаре», который состоялся 11 ноября 2006 года, в адрес Эбримы с трибун выкрикивались расистские лозунги, после которых главный арбитр встречи даже остановил на некоторое время матч, который в итоге завершился вничью 1:1, именно Силла отметился забитым мячом за «Брюссель». После разбирательств, клуб «Руселаре» впоследствии был оправдан за поведение своих болельщиков по причине отсутствия доказательств.

### «Хапоэль» и МВВ
В декабре 2006 года руководство «Брюсселя» уведомило Силлу, чтобы он подыскивал себе новый клуб. Сначала Эбрима вёл переговоры с турецким «Бурсаспором», но в итоге оказался в аренде на полгода в израильском «Хапоэле» из города Петах-Тиква. В составе «Хапоэля» Эбрима в чемпионате Израиля провёл 11 матчей. После возвращения из аренды Силла был переведён во вторую команду «Брюсселя», но незадолго до закрытия трансферного окна, в конце августа 2007 года Силла на правах аренды перешёл в нидерландский клуб МВВ их года Маастрихта, чьим главным тренером являлся Роберт Маскант, под руководством которого Эбрима выступал за «Розендал» в сезонах 2002/2003 и 2005/2006. Дебют Эбримы в Первом дивизионе Нидерландов состоялся 31 августа в гостевом матче против «Эммена», Силла в матче отметился результативной передачей, а его команда в итоге сыграла вничью 1:1. В дебютном сезоне Эбрима также забил самый быстрый гол в сезоне, в матче против «Дордрехта», который состоялся 21 января 2008 года, Силла уже на 50-й секунде матча поразил ворота голкипера «Дордрехта» Кевина Рейниса, примечательно что голевая атака началась с половины поля МВВ с длинной передачи датского защитника Оле Тобиасена. Но в итоге Силла из-за травмы колена был заменён на 37-й минуте, но и без него клуб смог добиться победы со счётом 3:2. Как позже показало медицинское обследование Эбрима выбыл на шесть недель. К концу сезона 2007/2008 на счету Силлы было 5 забитых мячей в 27 матчах, а также 5 результативных передач.
Летом 2008 года руководство МВВ решило подписать с Эбримой контракт, но в «Брюсселе» отказались бесплатно отпускать Силлу в клуб, так как его контракт с «Брюсселем» длился ещё один год. Но в итоге клубы договорились о прекращении действующего контракта Силлы с «Брюсселем». 29 августа в гостевом матче против «Ден Босха» Эбрима вышел на замену 76-й минуте, а спустя 14 минут отличился забитым голом, который помог его команде одержать победу со счётом 1:3. 17 октября Эбрима в матче против «Дордрехта», как и прошлом сезоне, получил травму и был вынужден уйти с поля. Восстанавливался Эбрима после травмы один месяц. 1 мая 2009 года в матче против ситтардской «Фортуны» Эбрима снова получил тяжёлую травму ноги и был вынужден покинуть поле с помощью медицинского персонала клуба, позже выяснилось, что Силла выбыл до конца сезона. В довольно неудачном сезоне Силла провёл в чемпионате 16 матчей и забил 2 мяча.

## Сборная Гамбии
Впервые в состав сборной Гамбии Эбрима был призван в возрасте 16 лет. Дебют Силлы состоялся 1 июня 1996 года в матче первого этапа отборочного турнира к чемпионату мира 1998 против сборной Либерии, завершившийся домашней победой гамбийцев со счётом 2:1. В ответном матче в городе Аккра футболисты Либерии смогли крупно победить Гамбию со счётом 4:0 и выйти в групповой отборочный раунд.
В 1996 году Футбольная ассоциация Гамбии по ходу квалификации к Кубку африканских наций отказалась от участия в турнире, после этого отказа сборная Гамбии была дисквалифицирована на два года.
В 2000 году Силла вновь получил приглашение в сборную для участия в матче первого этапа отборочного турнира к чемпионату мира 2002 против сборной Марокко, который состоялся 9 апреля. Подопечные камерунского тренера Гамбии Санга Ндонга в домашнем матче потерпели поражение со счётом 0:1, единственный мяч в составе победителей забил нападающий Бушаиб Аль-Мубарки на 63-й минуте матча. В ответном матче в Касабланке, который состоялся 22 апреля, сборная Гамбии уступил хозяевам со счётом 2:0 и вылетела из отборочного турнира, сам же Силла отметился в матче лишь жёлтой карточкой.
В мае 2008 года на пост главного тренера сборной Гамбии пришёл бельгийский специалист Пауль Пут, тренировавший до этого клуб «Мускрон». Именно благодаря Путу, Эбрима, спустя почти шесть лет вернулся в ряды национальной команды. Пауль также доверил Эбриме капитанскую повязку, посчитав, что Силла является самым опытным игроком в команде. Перед матчем против сборной Либерии Эбрима сказал

Я не в первый раз буду капитаном сборной. Тем не менее, я рад быть им снова. Это большая ответственность и честь для меня.

1 июня 2008 года, в первом матче отборочного турнира к чемпионату мира 2010 против сборной Либерии, Эбрима вышел на поле в качестве капитана сборной, в итоге сборная Гамбии в гостях сыграла вничью 1:1. После этой ничьи Гамбия в 6-й группе стала занимать второе место, помимо Либерии, в группе также были команды Сенегала и Алжира.
8 июня Эбрима и его сборная встретилась у себя дома с одной из сильнейших команд Африки сборной Сенегала. В присутствии 24,5 тысяч зрителей футболисты Гамбии сыграли с Сенегалом вничью 0:0. В итоге сборная Гамбии проведя шесть матчей заняла в группе второе место после Алжира, но только первое место в группе давало право на участие во втором групповом раунде.

## Статистика выступлений
| Клуб                  | Сезон            | Лига | Лига | Кубки | Кубки | Европейские кубки | Европейские кубки | Другие | Другие | Итого | Итого |
| Клуб                  | Сезон            | Игры | Голы | Игры  | Голы  | Игры              | Голы              | Игры   | Голы   | Игры  | Голы  |
| --------------------- | ---------------- | ---- | ---- | ----- | ----- | ----------------- | ----------------- | ------ | ------ | ----- | ----- |
| Брюгге                | 1997/98          | 2    | 0    | 0     | 0     | 0                 | 0                 | -      | -      | 2     | 0     |
| Брюгге                | 1998/99          | 5    | 0    | 0     | 0     | 4                 | 0                 | -      | -      | 9     | 0     |
| Брюгге                | Итого            | 7    | 0    | 0     | 0     | 4                 | 0                 | -      | -      | 11    | 0     |
| Харельбеке            | 1999/00          | 23   | 4    | ?     | ?     | -                 | -                 | -      | -      | ?     | ?     |
| Харельбеке            | Итого            | 23   | 4    | ?     | ?     | -                 | -                 | -      | -      | ?     | ?     |
| Брюгге                | 2000/01          | 14   | 2    | 1     | 0     | 2                 | 0                 | -      | -      | 17    | 2     |
| Брюгге                | 2001/02          | 20   | 3    | 0     | 0     | 4                 | 1                 | -      | -      | 24    | 4     |
| Брюгге                | 2002/03          | 0    | 0    | 0     | 0     | 1                 | 0                 | -      | -      | 1     | 0     |
| Брюгге                | Итого            | 34   | 5    | 1     | 0     | 7                 | 1                 | _      | _      | 42    | 6     |
| Розендал              | 2002/03          | 25   | 3    | 1     | 0     | -                 | -                 | -      | -      | 26    | 3     |
| Розендал              | Итого            | 25   | 3    | 1     | 0     | -                 | -                 | -      | -      | 26    | 3     |
| Рубин                 | 2003             | 12   | 2    | ?     | ?     | -                 | -                 | -      | -      | ?     | ?     |
| Рубин                 | 2004             | 19   | 1    | ?     | ?     | 2                 | 0                 | -      | -      | ?     | ?     |
| Рубин                 | 2005             | 15   | 1    | ?     | ?     | -                 | -                 | -      | -      | ?     | ?     |
| Рубин                 | Итого            | 46   | 4    | ?     | ?     | 2                 | 0                 | -      | -      | ?     | ?     |
| Розендал              | 2005/06          | 20   | 7    | 0     | 0     | -                 | -                 | -      | -      | 20    | 7     |
| Розендал              | Итого            | 20   | 7    | 0     | 0     | -                 | -                 | -      | -      | 20    | 7     |
| Брюссель              | 2006/07          | 14   | 1    | ?     | ?     | -                 | -                 | -      | -      | ?     | ?     |
| Брюссель              | Итого            | 14   | 1    | ?     | ?     | -                 | -                 | -      | -      | ?     | ?     |
| Хапоэль (Петах-Тиква) | 2006/07          | 11   | 0    | ?     | ?     | -                 | -                 | -      | -      | ?     | ?     |
| Хапоэль (Петах-Тиква) | Итого            | 11   | 0    | ?     | ?     | -                 | -                 | -      | -      | ?     | ?     |
| МВВ                   | 2007/08          | 27   | 5    | 1     | 0     | -                 | -                 | 3      | 0      | 36    | 5     |
| МВВ                   | 2008/09          | 16   | 2    | 1     | 0     | -                 | -                 | 0      | 0      | 17    | 2     |
| МВВ                   | 2009/10          | 18   | 3    | 0     | 0     | -                 | -                 | -      | -      | 18    | 3     |
| МВВ                   | Итого            | 61   | 10   | 2     | 0     | _                 | _                 | 3      | 0      | 71    | 10    |
| Всего за карьеру      | Всего за карьеру | 241  | 34   | ?     | ?     | 13                | 1                 | 3      | 0      | ?     | ?     |

(откорректировано по состоянию на 9 августа 2010)

### Статистика за сборную
| Сборная | Год   | Матчи | Голы |
| ------- | ----- | ----- | ---- |
| Гамбия  | 2000  | 2     | 0    |
| Гамбия  | 2003  | 2     | 0    |
| Гамбия  | 2006  | 1     | 0    |
| Гамбия  | 2008  | 6     | 0    |
| Всего   | Всего | 11    | 0    |

### Список матчей за сборную
| Матчи Эбрима Эбу Силла за сборную Гамбии | Матчи Эбрима Эбу Силла за сборную Гамбии | Матчи Эбрима Эбу Силла за сборную Гамбии | Матчи Эбрима Эбу Силла за сборную Гамбии | Матчи Эбрима Эбу Силла за сборную Гамбии | Матчи Эбрима Эбу Силла за сборную Гамбии | Матчи Эбрима Эбу Силла за сборную Гамбии |
| №                                        | Дата                                     | Место проведения                         | Соперник                                 | Счёт                                     | Голы                                     | Турнир                                   |
| ---------------------------------------- | ---------------------------------------- | ---------------------------------------- | ---------------------------------------- | ---------------------------------------- | ---------------------------------------- | ---------------------------------------- |
| 1                                        | 12 октября 2003                          | Стадион независимости                    | Либерия                                  | 2:0                                      | -                                        | Отборочный матч к ЧМ-2006                |
| 2                                        | 16 ноября 2003                           | Спортивный стадион Антуанетты Табман     | Либерия                                  | 0:3                                      | -                                        | Отборочный матч к ЧМ-2006                |
| 3                                        | 7 октября 2006                           | Мустафа Шакер (стадион)                  | Алжир                                    | 0:1                                      | -                                        | Кубок африканских наций 2004             |
| 4                                        | 1 июня 2008                              | Спортивный стадион Антуанетты Табман     | Либерия                                  | 1:1                                      | -                                        | Отборочный матч к ЧМ-2010                |
| 5                                        | 8 июня 2008                              | Стадион независимости                    | Либерия                                  | 0:0                                      | -                                        | Отборочный матч к ЧМ-2008                |
| 6                                        | 14 июня 2008                             | Стадион независимости                    | Алжир                                    | 1:0                                      | -                                        | Отборочный матч к ЧМ-2008                |
| 7                                        | 14 июня 2008                             | Мустафа Шакер (стадион)                  | Алжир                                    | 0:1                                      | -                                        | Отборочный матч к ЧМ-2008                |
| 8                                        | 6 сентября 2008                          | Стадион независимости                    | Либерия                                  | 3:0                                      | -                                        | Отборочный матч к ЧМ-2008                |
| 9                                        | 11 октября 2008                          | Леопольд Сенгор                          | Сенегал                                  | 1:1                                      | -                                        | Отборочный матч к ЧМ-2008                |

Итого: 9 матчей / 0 голов; 3 победы, 3 ничьи, 2 поражения.

## Достижения
Рубин
- Бронзовый призёр чемпионата России: 2003